# Rječica Donja
Rječica Donja (cyr. Рјечица Доња) – wieś w Bośni i Hercegowinie, w Republice Serbskiej, w mieście Doboj. W 2013 roku liczyła 215 mieszkańców.